# Dunnockshaw
Dunnockshaw – osada i civil parish w Anglii, w Lancashire, w dystrykcie Burnley. Leży 32 km na północ od miasta Manchester i 288 km na północny zachód od Londynu. W 2011 civil parish liczyła 185 mieszkańców. Dunnockshaw było Dunnockschae w 1296, Dunnockschaghe w 1305 i Dunnokschaw w 1323.